# راضي (إيتاي البارود)
قرية عزبة راضي هي إحدى القرى التابعة لمركز إيتاي البارود في محافظة البحيرة في جمهورية مصر العربية. حسب إحصاءات سنة 2006، بلغ إجمالي السكان في عزبة راضي 618 نسمة، منهم 308 رجل و310 امرأة.